# Renquishausen
Renquishausen es un municipio alemán con unos 735 habitantes en el distrito de Tuttlingen en el estado federado de Baden-Wurtemberg. Está ubicado a una altitud de 900 m s. n. m. en la meseta del Heuberg entre el valle del Lippach al oeste y el valle del Bära al este, ambos valles laterales del Danubio.